# Glenda
Glenda est un prénom féminin rare peu utilisé qui signifie la bonne vierge, qui se rapproche de Marie qui signifie la sainte vierge.  

## Origine
Glenda est un prénom féminin issu du celtique glano (pur) , et dago (bon), Glenda est « la bonne vierge ». Cette signification la rapproche du prénom Marie. Pour cette raison, on le fête à la Sainte Marie le 15 août.

## Popularité
Ce prénom ne s'est guère répandu hors de sa terre d'origine, le Pays de Galles. En France, il reste rare. 